# Amphithéâtre de Lecce
L'Amphithéâtre de Lecce est un amphithéâtre romain de la ville de Lupiae (aujourd'hui Lecce, dans le Salento, c'est-à-dire le talon de la botte l’Italie). Construit entre le Ier et le IIe siècle, il est aujourd'hui situé près de la Place Sant'Oronzo.

## Histoire
Datée entre le Ier et le IIe siècle, l'époque exacte d'édification de l'amphithéâtre reste incertaine. Il a été découvert au tout début du XXe siècle lors des travaux de construction de l'immeuble de la Banque d'Italie à Lecce. Les fouilles et l'excavation des vestiges, menées par l'archéologue Cosimo De Giorgi, ont commencé aussitôt et se sont poursuivies jusque dans les années 1940.

## Description
Il ne reste que l'arène, une partie des gradins et quelques vestiges du mur externe. L'amphithéâtre mesurait environ 102 mètres par 83 pour une arène de 53 mètres par 34 et pouvait accueillir 25 000 personnes.
Il est à moitié sous terre parce que d'autres bâtiments furent construits au-dessus après la fin de l'Empire romain.
La colonne servant de piédestal à la statue de Sant'Oronzo est un cadeau de la ville de Brindisi ; c'est le saint patron de Lecce, réputé avoir guéri les brindisini de la peste. La colonne est importante parce qu'elle faisait partie d'une paire qui marquait la fin de la Voie Appienne.

## Galerie d'images

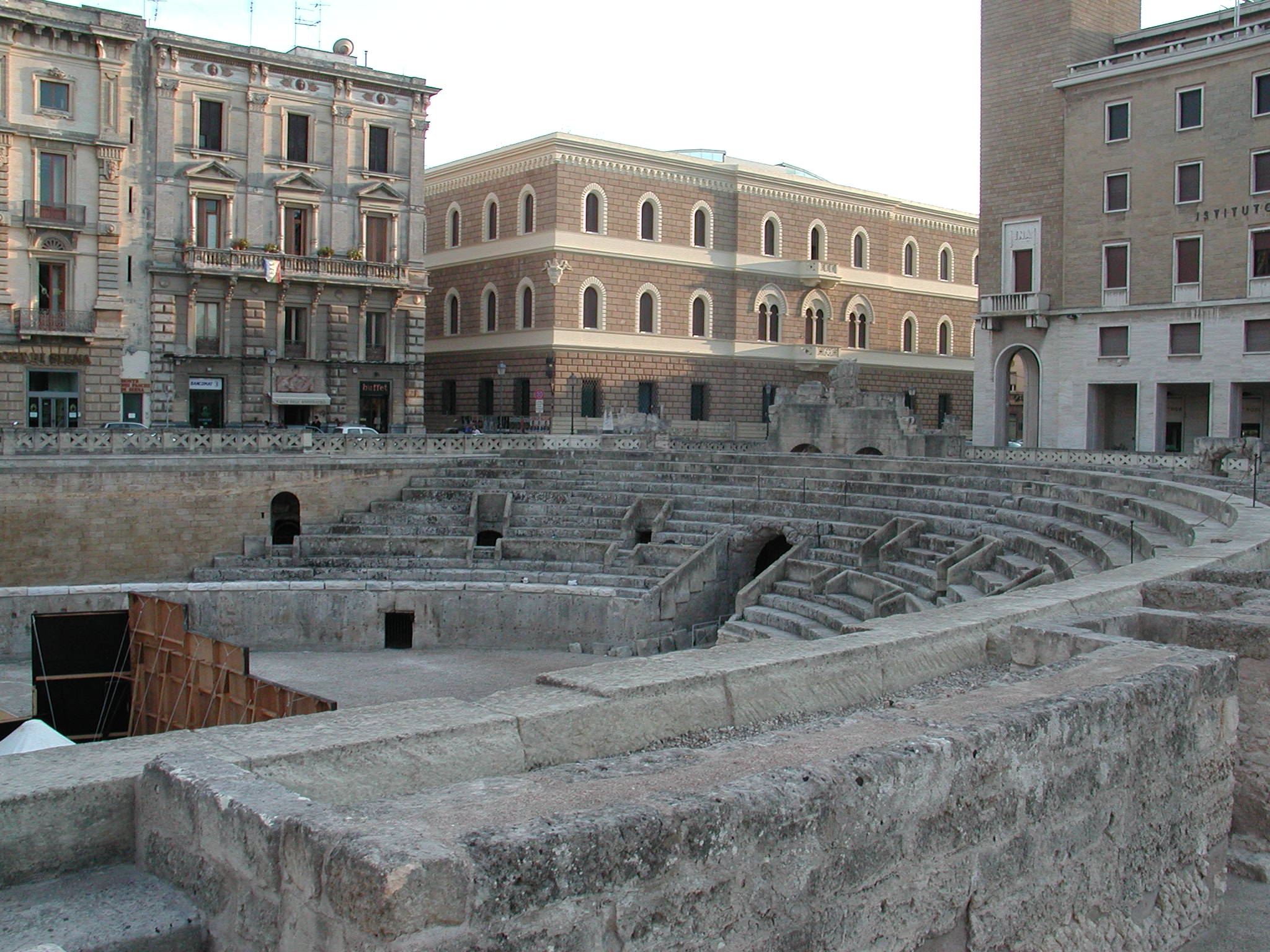
Excavations à l'amphithéâtre de Lecce.
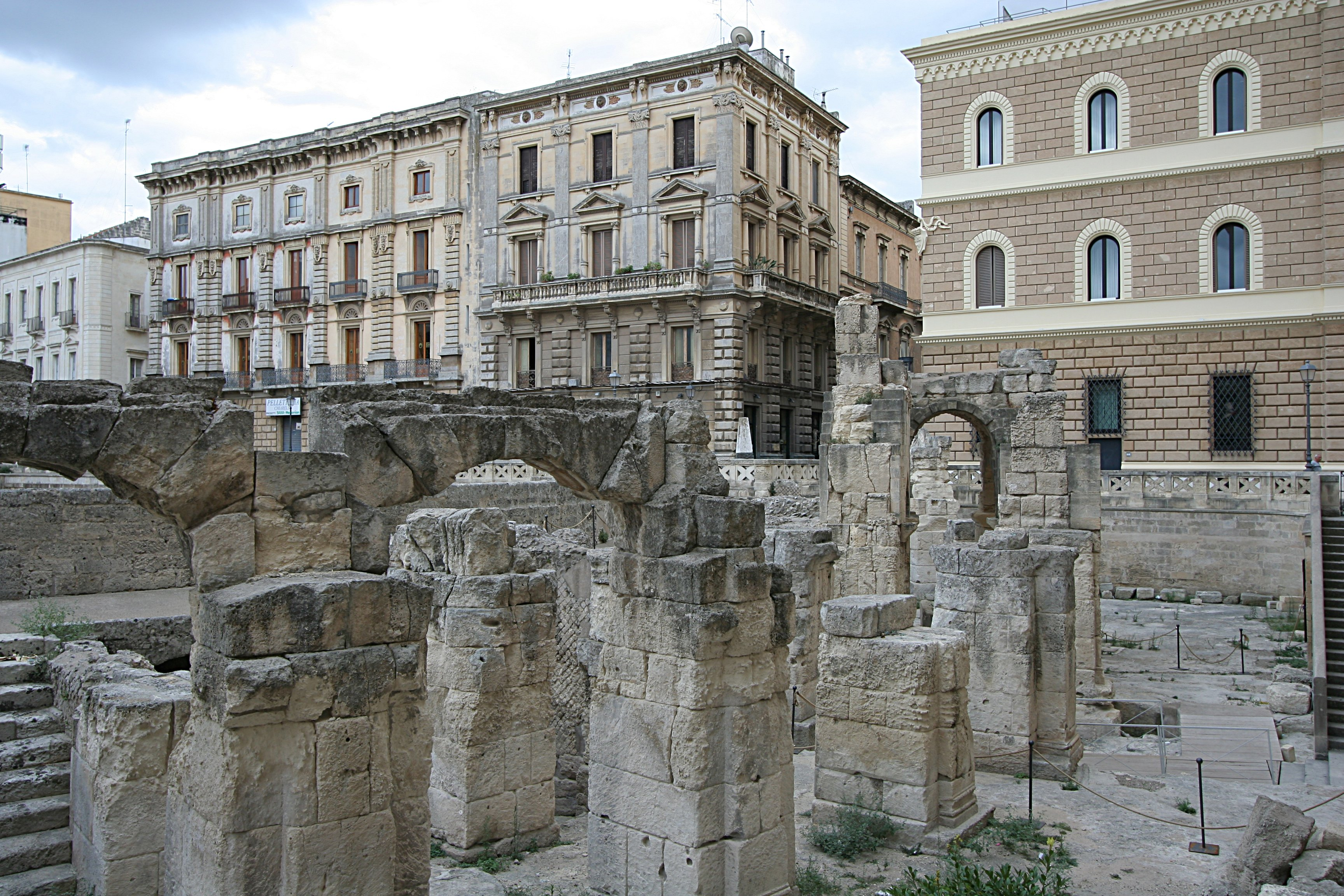
Détails des fondations de l'amphithéâtre de Lecce.
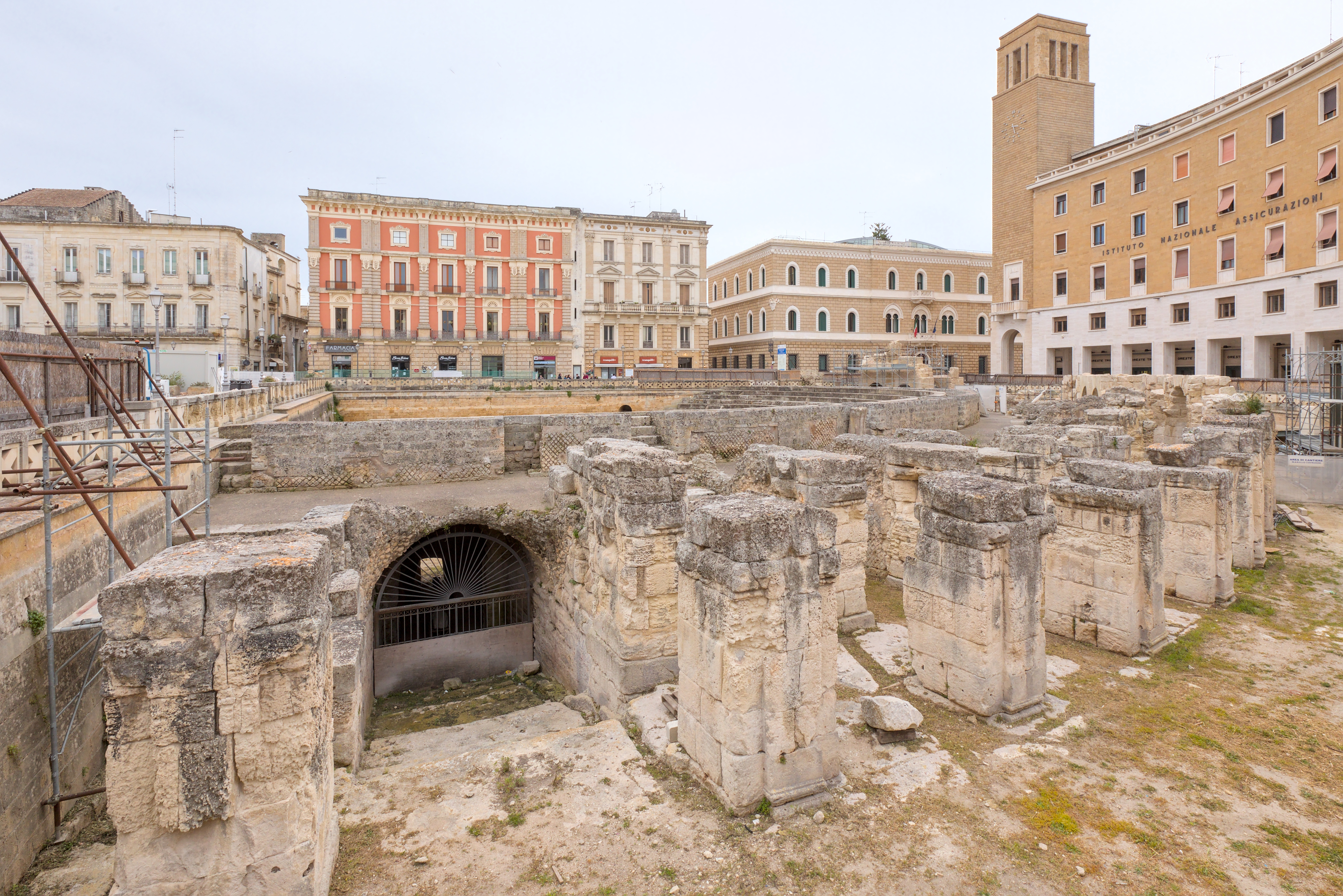
Vue des fondations de l'amphithéâtre de Lecce.
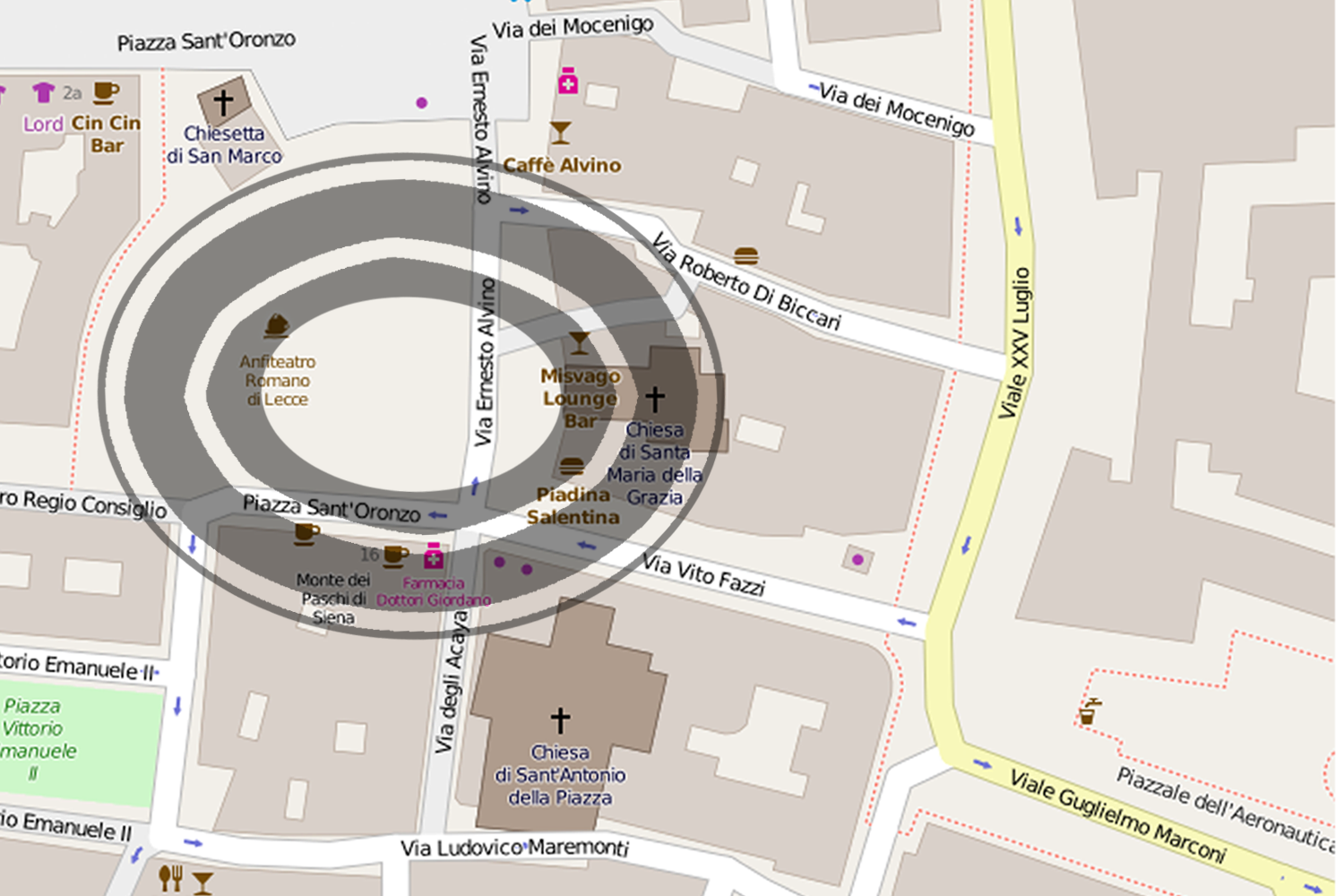
Carte de reconstruction possible..

## Sources
- (it) Cet article est partiellement ou en totalité issu de l’article de Wikipédia en italien intitulé « Lecce » (voir la liste des auteurs).

- (en) Cet article est partiellement ou en totalité issu de l’article de Wikipédia en anglais intitulé « Lecce » (voir la liste des auteurs).